# Rem 1 Experiment
Rem 1 Experiment (I.F.O. - Identified Flying Object) è un film del 1987 diretto da Ulli Lommel.
Film di fantascienza che propone una tecnologica variazione sui temi di E.T. l'extra-terrestre, col robot al posto dell'alieno.
Conosciuto in alcuni paesi anche col titolo alternativo Defence Play.

## Distribuzione
In Italia è stato distribuito direttamente in VHS dalla Multivision.